# Otto Kittel

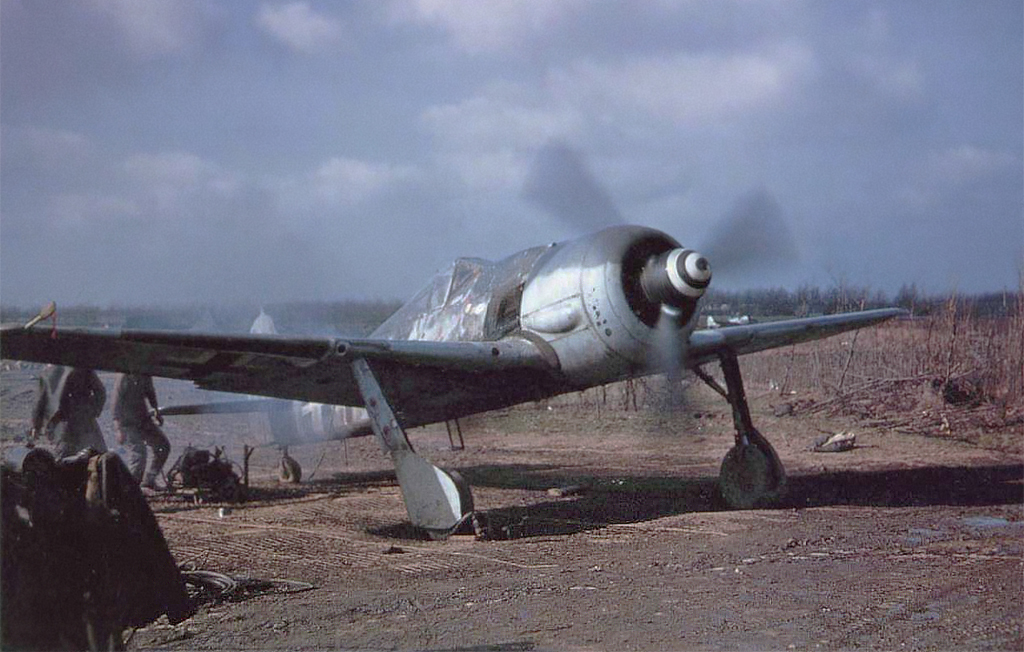
Met zo een Fw 190 A-8 won Otto Kittel zijn meeste luchtgevechten

Otto Kittel (Kronsdorf, 21 februari 1917 – boven Koerland, 14 februari 1945) was een Duits gevechtspiloot uit de Tweede Wereldoorlog. Met 268 overwinningen was hij de op drie na meest succesvolle jachtvlieger. Al zijn overwinningen behaalde hij boven het oostfront op vliegtuigen van de luchtmacht van de Sovjet-Unie.

## Biografie
Kittel kwam in 1940 bij de Luftwaffe en bleek al snel over zeer veel talent te beschikken. Op 22 juni 1941 begon Operatie Barbarossa, het grootscheepse offensief van Duitsland om de Sovjet-Unie te veroveren. Op de eerste dag van dit offensief maakte Kittel zijn eerste gevechtsvlucht, en al na enkele minuten schoot hij een Russisch vliegtuig neer. Vanaf deze eerste dag haalde Kittel doorlopend vliegtuigen neer.
Hij stond bekend als een stille man met een gesloten persoonlijkheid. Het liefste wilde hij helemaal alleen werken. Toen hij in april 1943 zijn honderdste overwinning behaalde, kreeg hij van de luchtleiding een belangrijke mededeling: vanaf nu hoefde hij niet meer in een eskader te vliegen en met anderen tegelijk aan te vallen. Hij mocht opstijgen wanneer hij maar wilde en solovluchten maken, op zoek naar de vijand.
Kittel kwam een week voor zijn 28e verjaardag om het leven toen hij in februari 1945 werd neergeschoten. Hij werd postuum onderscheiden met Zwaarden bij de Eikenloof van zijn Ridderkruis van het IJzeren Kruis.

## Militaire loopbaan
- Unteroffizier:
- Feldwebel:
- Oberfeldwebel: 26 februari 1943
- Leutnant:
- Oberleutnant: 25 november 1944

## Decoraties
- Ridderkruis van het IJzeren Kruis op 29 oktober 1943 als Oberfeldwebel en pilot in het 2./JG 54[3][4]
- Ridderkruis van het IJzeren Kruis met Eikenloof (nr.449) op 11 april 1944 als Leutnant en pilot in het 1./JG 54[5][6]
- Ridderkruis van het IJzeren Kruis met Eikenloof en Zwaarden (nr.113) op 25 november 1944 als Oberleutnant en Staffelkapitän van het 2./JG 54[5][7]
- IJzeren Kruis 1939, 1e Klasse (oktober 1941) en 2e Klasse (30 juni 1941)
- Duitse Kruis in goud op 26 februari 1943 als Feldwebel in het 2./JG 54[8]
- Gewondeninsigne 1939 in zwart[9]
- Ehrenpokal für besondere Leistung im Luftkrieg[10]
- Gesp voor Gevechtsvluchten aan het Front voor jachtvliegers in goud met getal "500"[9]
- Gezamenlijke Piloot-Observatiebadge[9]